# Фулльская епархия
Фулльская епа́рхия — древняя православная епархия Константинопольского Патриархата в Крыму с центром в городе Фуллы (греческое: αἱ Φοῦλλοι). Возникла не позже середины IV века. В результате реорганизации церковной иерархии вошла в состав Сугдейско-Фулльской епархии в 1156 году. Позднее Фулльская епархия неоднократно меняла границы и названия и была упразднена во второй половине XVI века.

## История

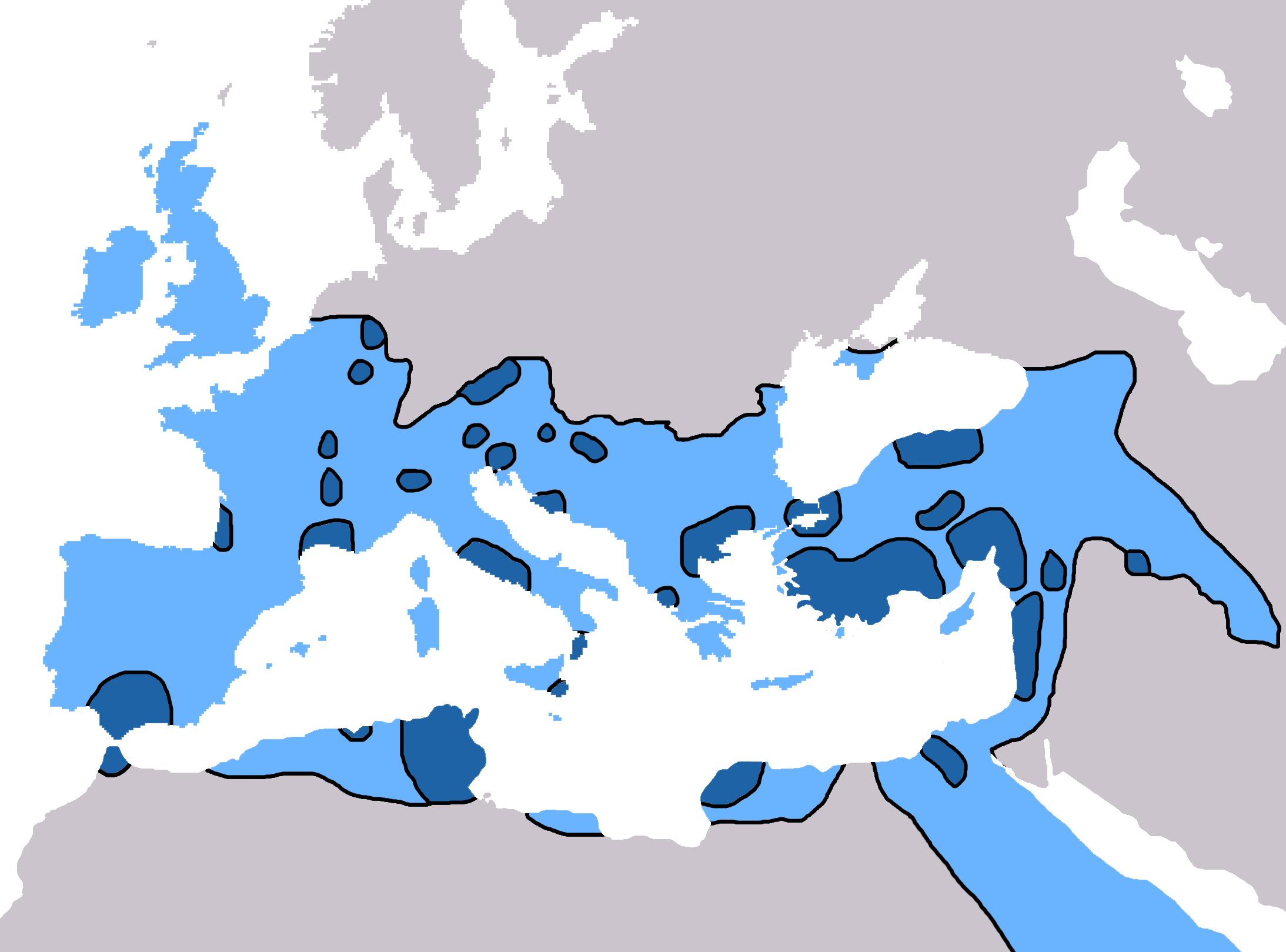
Распространение христианства к 325 году
Распространение христианства к 600 году

Фулльская епархия была одной из пяти христианских епархий на территории Крыма. Первое упоминание о епархии датируется как IV веком, так и 715 годом. Епархия неоднократно меняла свои границы и названия. В VII или VIII веках Фулльская епархия была возведена в степень архиепископии (греческое: ἀρχιεπισκοπὴ Φούλλων). Территория епархии была необширна, и впоследствии присоединена к Сурожской епархии.

## Центр и границы
В настоящее время исследователи не пришли к единому мнению о местоположении исторического центра епархии — города Фуллы — и административных границах самой епархии. Известно, что центр Фулльской епархии идентифицировали в разных местах Крыма. Учёные П. Кеппен и И. Тунманн, Бертье-Делагард, Васильев, Якобсон соотносили Фуллы с районом Чуфут-Кале. Учёные Веймарн, Белый определяли Фуллы с местом в современном селе Машино (Бахчисарайский район). Кроме того, Мангуп, Бакла, Инкерман, Никита, Кастрополь, Старый Крым также являются, по мнению исследователей, центром Фулльской епархии. Согласно версии исследователя Э. А. Чернова, Фулльская епархия граничила с Готфийской на западе и Сугдейской на востоке. Степные районы Крыма не входили в состав епархии, так как там были поселения кочевников, которые не являлись христианами. Ещё по одной версии центр епархии, город Фуллы располагался в современном Белогорском районе, в селе Балки (ранее — бывшее греческое село: христианская часть — Каракуба и мусульманская часть села — Аргин). Согласно версии Э. А. Чернова, Симферополь и современный Симферопольский район также были в составе Фулльской епархии.